# Throwing Muses
I Throwing Muses sono un gruppo di rock alternativo formato nel 1981 a Newport (Rhode Island). La band ha registrato e suonato dal vivo fino al 1997, quando i suoi componenti hanno iniziato a concentrarsi su altri progetti. Il gruppo si riunisce nel 2000 pubblicando negli anni altri tre album fino al 2020.
I Throwing Muses vennero fondati e guidati dalle due cantanti e chitarriste Kristin Hersh e Tanya Donelly, entrambe autrici delle canzoni ma poi la Donelly se ne discostò seguendo altri progetti paralleli (The Breeders e Belly e una propria carriera solista) e il gruppo fu guidato dalla sola Hersh.
Si sono distinti per il modo di scrivere candido di Kristin Hersh, per lo stile pop e le armonie vocali di Tanya Donelly e per l'insolita tecnica del batterista David Narcizo, che evita l'uso dei piatti. Le canzoni allucinatorie e febbrili di Kristin Hersh spesso toccano il tema della malattia mentale, altre volte ritraggono personaggi della vita reale o affrontano le sue relazioni.

## Storia
Kristin Hersh e Tanya Donelly sono due sorellastre (il padre di Tanya aveva sposato la madre di Kristin, dopo che le due bambine, incontratesi a scuola, erano già diventate migliori amiche). All'età di 14 anni entrambe ricevono in regalo dai rispettivi padri una chitarra e, verso i quindici anni, mentre frequentano la Rogers High School di Newport, decidono di fondare un gruppo con due compagne di classe, la bassista Elaine Adamedes e la batterista Becca Blumen e incominciano a scrivere i primi brani.
Hersh e Donelly, oltre a suonare la chitarra, cantano e scrivono le canzoni per il gruppo. Il batterista David Narcizo entra nella formazione poco dopo. Il gruppo, fintanto che è composto di sole donne, avrebbe assunto il nome The Muses ("Le Muse"), ma con l'arrivo del batterista, viene deciso di assumere un nome che non identifichi i componenti con uno specifico genere sessuale. In un'intervista Kristin Hersh dichiarò che la band non si è mai chiamata "The Muses" o "Kristin & The Muses".
Le prime registrazioni risalgono al 1983, ma non vengono mai pubblicate. Un EP omonimo viene pubblicato nel 1984 per la loro etichetta Blowing Fuses. Il gruppo autoproduce e pubblica nel 1985 una audiocassetta contenente una serie di demo conosciuta successivamente anche come The Doghouse Cassette (i brani verranno ripubblicati nel 1998 nella raccolta In a Doghouse). Il brano Sinkhole, pubblicato in questi demo, raggiunge il primo posto nella classifica delle college radio nello stesso anno. I demo attirano l'attenzione del produttore discografico Ivo Watts-Russell che procura loro un contratto con l'etichetta britannica indipendente 4AD, facendo dei Throwing Muses il primo gruppo statunitense a firmare con la 4AD: nel 1986 viene quindi pubblicato l'album omonimo Throwing Muses.
Le maggiori riviste musicali britanniche degli anni ottanta dedicarono spesso le loro copertine ai Throwing Muses, che diverranno il primo gruppo alternativo di successo capitanato da due cantanti/chitarriste donne. Nel 1987 partecipano alla compilation 4AD Lonely Is an Eyesore, che dal testo della canzone con cui partecipano, Fish, deriva il proprio titolo («The house is reeling / I'm kneeling by the tub / Lonely is as lonely does / Lonely is an eyesore»).
I componenti del gruppo sono cambiati durante gli anni. La bassista Leslie Langston abbandona il gruppo dopo il 1990, rimpiazzata da Fred Abong, ritornando per qualche traccia dell'album Red Heaven del 1992. Tanya Donelly lascia i Throwing Muses dopo la pubblicazione dell'album The Real Ramona nel 1991, prima per suonare nei Breeders e successivamente per formare i Belly. Abong lascia la band nel 1991 per unirsi ai Belly, venendo rimpiazzato da Bernard Georges nel 1993. Fino al 1992, il gruppo è rimasto un trio composto da Kristin Hersh alla chitarra e voce, Georges al basso e David Narcizo alla batteria. A metà anni novanta, la Hersh intraprende contemporaneamente la carriera solista, pubblicando l'album Hips and Makers.
Nel 1995, la nuova formazione pubblica l'album University, registrato a New Orleans, dal quale venne estratto il singolo Bright Yellow Gun che ottiene un certo successo attirando l'attenzione della critica. Segue nel 1996 un altro album, Limbo, ma poco dopo il gruppo si scioglie e la Hersh si dedica alla carriera solista., pubblicando una serie di album e di EP che vengono bene accolti. Nonostante ciò, il suo coinvolgimento nei Throwing Muses rimane elevato; la band infatti incide nuove versioni di molte delle prime canzoni, che verranno inserite nel doppio CD In a Doghouse, che comprende il primo album di debutto, l'EP Chains Changed e le Doghouse Cassette. Il gruppo si riunisce per suonare all'evento speciale Gut Pagent nel 2000 e nel 2001, e pubblica un nuovo album nel 2003 intitolato Throwing Muses. Tanya Donelly compare nuovamente assieme ai Throwing Muses durante la performance del 2000 al Gut Pagent, cantando inoltre in molte delle tracce del nuovo album. Il gruppo esegue un breve tour negli Stati Uniti e in Europa nel 2003 così da far conoscere l'album, con la Donelly che suona la chitarra e canta in un paio di date. Nel 2005 e nel 2006 la band suona in numerosi spettacoli in Nord America ed Europa.
Nel 2003 Kristin Hersh e Bernard Georges formano un nuovo gruppo, i 50 Foot Wave, con Rob Ahlers alla batteria, mentre David Narcizo ritorna a lavorare per la propria compagnia di graphic design, suonando occasionalmente con il proprio progetto Lakuna. La Donelly continua a registrare come solista.
Nel 2009 la band si riforma nuovamente per un tour in Europa. L'11 marzo 2009 eseguono il brano Perfect Circle dei R.E.M. durante una serata in tributo alla band al Carnegie Hall di New York.
Il gruppo pubblicherà gli ultimi album anche sulle etichette statunitensi Sire/Reprise Records e Rykodisc.
Nel 2020 i Throwing Muses hanno pubblicato un nuovo album, il decimo, Sun Racket.

## Formazione
- Kristin Hersh - voce, chitarra (da 1981)
- Tanya Donelly - voce, chitarra (1981-1991, ospite in concerti e in sala di registrazione nel 2001 e 2003)
- Elaine Adamedes - basso, voce (1981-1983)
- Becca Blumen - batteria, voce (1981-1983)
- David Narcizo - batteria (dal 1983)
- Leslie Langston - basso (1984-1990, in sala di registrazione nel 1992)
- Fred Abong - basso (1990-1991)
- Bernard Georges - basso (dal 1992)

## Discografia

### Album

#### Album di studio
- 1986 - Throwing Muses
- 1988 - House Tornado
- 1989 - Hunkpapa
- 1991 - The Real Ramona
- 1992 - Red Heaven
- 1995 - University
- 1996 - Limbo
- 2003 - Throwing Muses
- 2013 - Purgatory/Paradise
- 2020 - Sun Racket

#### Album dal vivo
- 1992 - The Curse
- 2001 - Live In Providence
- 2006 - Live At The Middle East Cambridge, MA August 11, 2006
- 2006 - Live At The Bowery Ballroom, New York City, NY August 12, 2006

#### Raccolte
- 1998 - In a Doghouse
- 2009 - The Black Sessions

### EP
- 1984 - Stand Up
- 1987 - Chains Changed
- 1987 - The Fat Skier
- 1992 - Firepile (Part One)
- 1992 - Firepile (Part Two)
- 1997 - Live To Tape

### Demo
- 1985 - The Doghouse Cassette

### Singoli
- 1988 - Saving Grace
- 1988 - The River
- 1989 - Fall Down
- 1989 - Dizzy
- 1991 - Counting Backwards
- 1991 - Not Too Soon
- 1992 - Firepile
- 1994 - Bright Yellow Gun
- 1995 - Shimmer
- 1995 - Snakeface
- 1996 - Ruthie's Knocking
- 1996 - Shark
- 1996 - Freeloader
- 2000 - Underworld d-Tales Vol. 11
- 2003 - Mercury
- 2003 - Portia
- 2020 - Dark Blue
- 2020 - Bo Diddley Bridge
- 2021 - Bywater

### Partecipazioni
- 1987 - Lonely Is An Eyesore con la canzone Fish
- 1995 - This Is Fort Apache con la canzone Run Letter

## Classifiche

### Album
| Data            | Titolo             | Casa discografica                                                 | Numero catalogo                                  | Formato                        | Classifica UK | Note |
| --------------- | ------------------ | ----------------------------------------------------------------- | ------------------------------------------------ | ------------------------------ | ------------- | ---- |
| 1986            | Throwing Muses     | 4AD                                                               | CAD 607                                          | LP, MC, CD                     | -             |      |
| 1988            | House Tornado      | 4AD Sire Records                                                  | CAD 802 25710                                    | LP, MC LP, CD                  | -             |      |
| 1989            | Hunkpapa           | 4AD Sire Records                                                  | CAD 901 25855                                    | LP, CD, MC                     | 59º posto     |      |
| 12 marzo 1991   | The Real Ramona    | 4AD Contempo Records Play It Again Sam Rough Trade Virgin Records | CAD 1002 CONTE 164 CAD 1002 RTD 120.1203.2 30835 | LP, CD, MC LP, CD CD LP, CD CD | 26º posto     |      |
| 11 agosto 1992  | Red Heaven         | 4AD Play It Again Sam Sire Records                                | CAD 2013 170.2013.20 26897                       | LP, CD, MC CD                  | 13º posto     |      |
| 16 gennaio 1995 | University         | 4AD Cortex Feelee Play It Again Sam Sire Records                  | CAD 5002 CTX019CD FL 3035-2 170.5002.20 45796    | LP, CD CD                      | 10º posto     |      |
| 13 agosto 1996  | Limbo              | 4AD Rough Trade Rykodisc                                          | CAD 6014 RTD 120.2039.2 RCD 10354ADV             | LP, CD CD                      | 36º posto     |      |
| 17 marzo 2003   | Throwing Muses     | 4AD                                                               | CAD 2301                                         | CD                             | 75º posto     |      |
| 2013            | Purgatory/Paradise | It Books                                                          |                                                  | CD                             |               |      |
| 2020            | Sun Racket         | Fire Records                                                      |                                                  | CD                             |               |      |

### Singoli
| Data | Titolo                     | Titolo                                                   | Casa discografica          | Numero catalogo      | Formato                  | Album di riferimento | Classifica USA | Note                                                     |
| Data | Lato A                     | Lato B                                                   | Casa discografica          | Numero catalogo      | Formato                  | Album di riferimento | Classifica USA | Note                                                     |
| ---- | -------------------------- | -------------------------------------------------------- | -------------------------- | -------------------- | ------------------------ | -------------------- | -------------- | -------------------------------------------------------- |
| 1988 | Saving Grace               | Conversation                                             | 4AD                        |                      | 12"                      | House Tornado        | -              | Promo, contiene le medesime versioni su entrambi i lati. |
| 1988 | The River                  |                                                          |                            |                      |                          | House Tornado        | -              |                                                          |
| 1989 | Fall Down                  |                                                          | 4AD                        | CAT071               | 7" Flexi                 | Hunkpapa             | -              | Split con Band Of Susans                                 |
| 1989 | Dizzy                      | Santa Claus Mania (live) Downtown (live)                 | 4AD Sire Records           | BAD 903 3395, 3618   | 7", 10", 12", CD 12", CD | Hunkpapa             | 8º posto       |                                                          |
| 1991 | Counting Backwards         | Say Goodbye Hook In Her Head                             | 4AD                        | MUSE 1               | 12"                      | The Real Ramona      | -              | Promo                                                    |
| 1991 | Counting Backwards         | Amazing Grace Same Sun Cottonmouth                       | 4AD Virgin Records         | BAD 1001 30419       | 7", 12", CD CD           | The Real Ramona      | 11º posto      |                                                          |
| 1991 | Not Too Soon               | Cry Baby Cry Him Dancing (remix) Dizzy (remix)           | 4AD Sire Records           | BAD 1015 9 40135-2   | 7", 12", CD CD           | The Real Ramona      | -              |                                                          |
| 1992 | Firepile                   | Manic Depression Jak Rosetta Stone                       | 4AD                        | MUSE 2               | 12"                      | Red Heaven           | -              | Promo                                                    |
| 1994 | Bright Yellow Gun          | Crayon Sun Red Eyes Like A Dog                           | 4AD Reprise Records        | BAD 4018 PRO-CD-7272 | 7", 12", CD CD           | University           | 20º posto      |                                                          |
| 1995 | Shimmer                    |                                                          |                            |                      |                          | University           | -              |                                                          |
| 1995 | Snakeface                  |                                                          |                            |                      |                          | University           | -              |                                                          |
| 1996 | Ruthie's Knocking          | Tar Moochers Serene Swing Limbobo                        | 4AD Rykodisc               | TAD 6017 RCD5 1052   | 7" CD                    | Limbo                | -              |                                                          |
| 1996 | Shark                      | Tar Moochers, Serene Swing, Limbobo                      | 4AD                        | BAD 6016, MUSE 3     | 7", 12", CD              | Limbo                | -              |                                                          |
| 1996 | Freeloader                 | If... Take (live) Heel Toe                               | Rykodisc                   | RCD5-1055            | CD                       | Limbo                | -              |                                                          |
| 2000 | Underworld d-Tales Vol. 11 | Santa Claus Whole Heap Of Little Horses No Hard Feelings | Sweet Mistakes Productions | SMP 7011             | 7"                       | -                    | -              | Promo split con Kristin Hersh stampato in Grecia         |
| 2003 | Mercury                    | Tar Moochers Serene Swing Limbobo                        |                            |                      |                          | Throwing Muses       | -              |                                                          |
| 2003 | Portia                     |                                                          |                            |                      |                          | Throwing Muses       | -              |                                                          |

## Influenze culturali
- Il brano Snakeface dall'album University appare nel film Empire Records, ma non è compreso nella colonna sonora.